# William Hutchinson
William Hutchinson (né le 16 mai 1869 à Édimbourg, en Écosse et mort le 7 septembre 1918  à Los Angeles, en Californie) est un acteur américain d'origine écossaise.

## Biographie
Bien que d'origine écossaise, il fit toute sa carrière aux États-Unis, où il débuta en 1912.

## Filmographie partielle
- 1912 : Goody Goody Jones
- 1912 : The Girl and the Cowboy
- 1912 : Monte Cristo
- 1912 : The Last of Her Tribe
- 1912 : The Man from Dragon Land
- 1912 : Land Sharks vs. Sea Dogs
- 1912 : The Vintage of Fate
- 1912 : His Masterpiece
- 1912 : The Trade Gun Bullet
- 1912 : Getting Atmosphere
- 1912 : The Substitute Model
- 1912 : Her Educator
- 1912 : Miss Aubry's Love Affair
- 1913 : The Lipton Cup: Introducing Sir Thomas Lipton de Lem B. Parker
- 1913 : An Old Actor
- 1913 : Her Only Son de Lem B. Parker
- 1913 : Margarita and the Mission Funds de Lem B. Parker
- 1913 : The Hoyden's Awakening de Lem B. Parker
- 1913 : The Acid Test
- 1913 : The Flaming Forge
- 1913 : The Fighting Lieutenant
- 1913 : The Story of Lavinia
- 1913 : Sally in Our Alley
- 1913 : The Governor's Daughter
- 1913 : A Prisoner of Cabanas
- 1913 : Hiram Buys an Auto
- 1913 : A Flag of Two Wars
- 1913 : In the Long Ago
- 1913 : The Mansion of Misery de Lem B. Parker
- 1913 : The Three Wise Men
- 1913 : Vengeance Is Mine
- 1913 : The Wordless Message
- 1913 : The Flight of the Crow
- 1916 : The Regeneration of Jim Halsey
- 1919 : Le Trésor (Captain Kidd, Jr.) de William Desmond Taylor'[1]